# Паучишоара (Муреш)
Паучишоара (рум. Păucișoara) насеље је у Румунији у округу Муреш у општини Ганешти. Oпштина се налази на надморској висини од 296 m.

## Становништво
Према подацима из 2002. године у насељу је живело 235 становника.

### Попис2002.
| Расподела становништва по националности 2002.‍ | Расподела становништва по националности 2002.‍ | Расподела становништва по националности 2002.‍ | Расподела становништва по националности 2002.‍ | Расподела становништва по националности 2002.‍ |
| --------------------------------------------- | --------------------------------------------- | --------------------------------------------- | --------------------------------------------- | --------------------------------------------- |
|                                               |                                               |                                               |                                               |                                               |
| Румуни                                        | Румуни                                        |                                               | 94                                            | 40,7%                                         |
| Мађари                                        | Мађари                                        |                                               | 137                                           | 59,3%                                         |